# Rätzmühle
Eine Rätzmühle ist ein Zerkleinerungsgerät für Kernobst und Gemüse.
Das Mahlgut wird von oben durch einen Trichter zugeführt und mit einer Schnecke in das Innere der Mühle transportiert. Das Mahlgut wird durch die Messer (ähneln vom Aufbau einer Säge) zerkleinert. Das Obst wird hierbei durch einen mehrflügeligen Rotor im zylindrischen Teil der Mühle bewegt. Die Messer befinden sich im unteren Teil des Zylinders, so dass das Mahlgut den Mahlraum selbständig nach unten verlassen kann. Am Umfang befinden sich Durchlässe zwischen den Messern, wo das zerkleinerte Gut aus dem Apparat befördert wird. Eine Abtrennung von Kernen, Schalen etc. findet erst im nachfolgenden Arbeitsschritt statt. 
Anwendungen: Äpfel, Birnen (nicht geeignet für Beeren und Steinobst), Zwiebeln, Knoblauch und andere Gemüsearten.
Beanspruchungsart: Reiben, Scherschneiden